# Said Moghadam
Said Moghadam (persiska: سعید مقدم), född 4 februari 1956, är en iransk-svensk översättare. Han översätter skönlitterära och idéhistoriska verk huvudsakligen från engelska och svenska till persiska, och i samarbete med Janne Carlsson från persiska till svenska.

## Översättningar (i urval)
- Doktor Glas, Hjalmar Söderberg, Baran bokförlag, Stockholm, 1993, Iran, 2014
- Novellsamling, Stig Dagerman, Moa Martinsson, Hjalmar Söderberg, Baran bokförlag, Stockholm, 1994
- Från Platon till kommunismens fall, Sven-Eric Liedman, Akhtaran bokförlag, Iran, 1995
- The Enlightenment, Roy Porter, Akhtaran bokförlag, Iran, 1996
- En själ två språk, tvåspråkig diktsamling, Karin Boye och Forough Farrokhzad, i samarbete med Janne Carlsson, Baran bokförlag, Stockholm, 1997
- Dikter om natten, Ahmad Shamloo, i samarbete med Janne Carlsson Baran bokförlag, Stockholm, 1998
- Bortom kärleken, Ahmad Shamloo, i samarbete med Janne Carlsson Baran bokförlag, Stockholm, 1999
- De fördunklades kung, Hushang Golshiri, i samarbete med Janne Carlsson Baran bokförlag, Stockholm, 2002
- Dans på slak lina, novellsamling av 11 iranska författare, i samarbete med Janne Carlsson bokförlaget Tranan, Sverige, 2004
- Tankens lätthet, tingens tyngd: om frihet, Sven-Eric Liedman, Akhtaran bokförlag, Iran, 2005
- Tystade röster, essäsamling om mänskliga rättigheter, av olika människorättsaktivister, i samarbete med olika medverkanden, bokförlaget Tranan, 2007
- I skuggan av framtiden: modernitetens idéhistoria, Sven-Eric Liedman, Akhtaran bokförlag, Iran 2007
- Between past and future, Hannah Arendt, Akhtaran bokförlag, Iran, 2009
- Kvinnor utan män, Shahrnush Parsipur, i samarbete med Johanna Jellback, Baran bokförlag, Stockholm, 2010
- Från Platon till kriget mot terrorismen: de politiska idéernas historia, Sven-Eric Liedman, (revidering av tidigare verk, 5:e upplagan på persiska) Akhtaran bokförlag, Iran, 2011
- Stenarna i själen: form och materia från antiken till idag, Sven-Eric Liedman, Akhtaran bokförlag, Iran, 2011
- Stoner, John Williams, Markaz bokförlag, Iran, 2018
- China in Ten Words, Yu Hua,  Markaz bokförlag, Iran, 2017
- Kallocain, Karin Boye, Drakhshesh bokförlag, Iran, 1991, Markaz bokförlag, Iran, 2018
- The origins of the modern world, Robert B. Marks, Markaz bokförlag, Iran, 2018
- The Nearest Thing to Life, James Wood, Markaz bokförlag, Iran, 2019